# Jaworzno
Jaworzno er en polsk by i voivodskabet Schlesien. Jaworzno hører til den historiske provins Lillepolen. I 2021 boede der omkring 89.350 indbyggere i byen.

## Sport og kultur
Byen Jaworzno har mange sportsfaciliteter og tilbyder et rigt udvalg af uddannelsesmæssige og kulturelle aktiviteter. I byens store arena, Hala Widowiskowo-Sportowa, kan der sidde 2.500 tilskuere. Vandsportscentret Sosina er mødestedet for årlige mesterskaber inden for vandskiløb.

## Venskabsbyer
- Hereford i England
- Karviná i Tjekkiet
- Szigethalom i Ungarn
- Yiwu i Kina